# Benátky nad Jizerou II
Benátky nad Jizerou II je část města Benátky nad Jizerou v okrese Mladá Boleslav. Leží na jihu Benátek nad Jizerou. Městem protéká Jizera. Městem prochází dálnice D10. Benátky nad Jizerou II leží v katastrálním území Staré Benátky.

## Historie

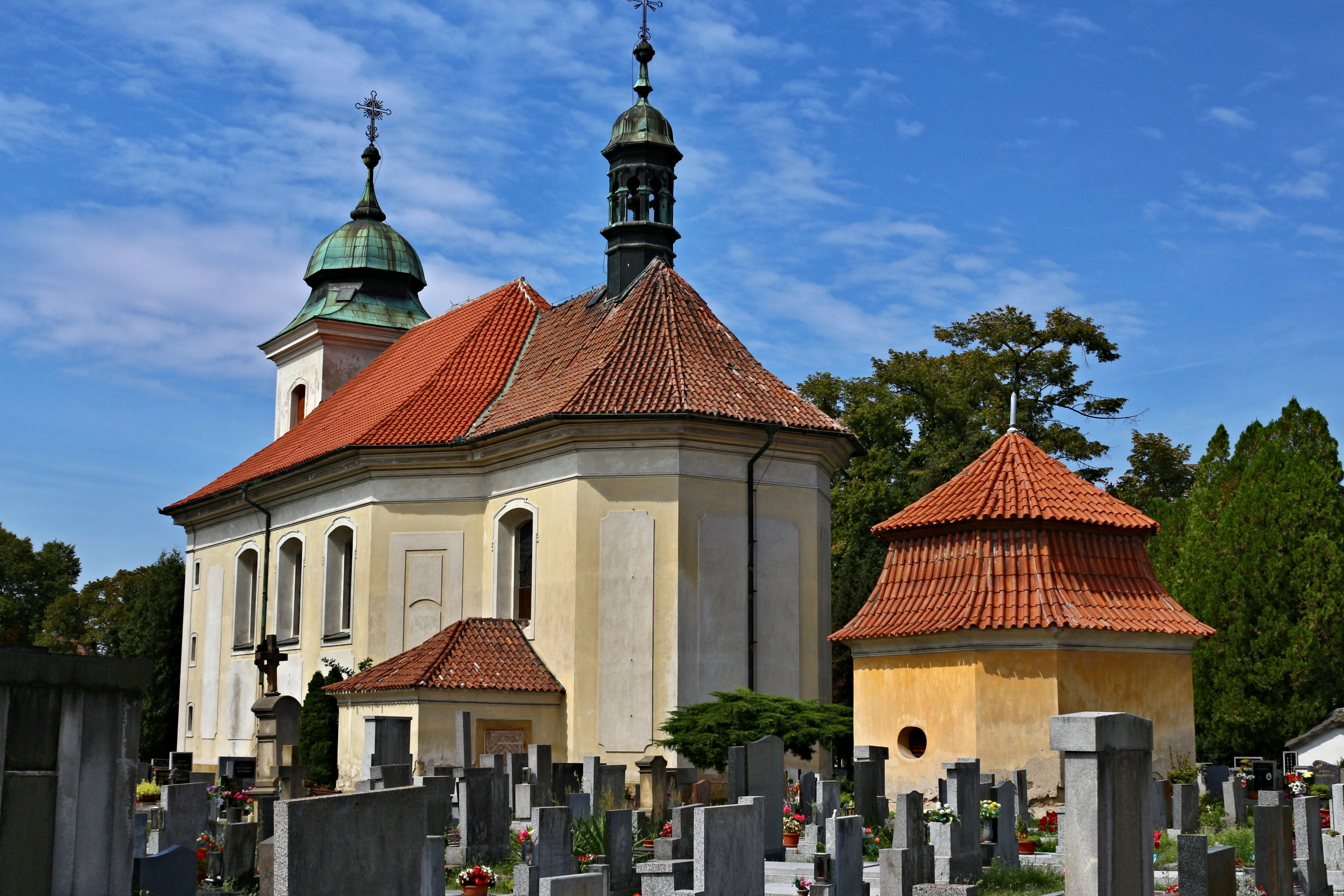
Kostel Nanebevzetí Panny Marie

První písemná zmínka o vesnici pochází z roku 1259.
Staré Benátky jsou podstatně starší než Nové, byly průmyslovým srdcem Benátek nad Jizerou. Z let 1761 až 1764 pochází rokokový kostel Nanebevzetí Panny Marie na zdejším hřbitově.
Na počátku 19. století benátecké panství získal Leopold Felix hrabě z Thun-Hohenštejna jako věno své manželky Elišky ze Solopysk. Hrabě zde v roce 1820 založil pivovar. Ten od roku 1904 patřil hraběcí rodině Kinských, od roku 1916 byl majitelem Rudolf Ferdinand hrabě Kinský.
V místě bývalého loveckého letohrádku na přelomu 60. a 70. let 19. století založen cukrovar. Výsledky tohoto podniku ale nebyly v jeho sedmdesátileté historii příznivé, často byl ve ztrátě a neustále se měnili jeho majitelé. Starobenátecký cukrovar byl roku 1949 začleněn do Carborunda, výrobny umělého brusiva, čímž zdejší výroba cukru skončila. Během 19. století v těsné blízkosti dnešního náměstí Na Burse vyrostla sladovna a měšťanský pivovar Klášter. Objekty sladovny stojí dodnes a stále vyrábí, pivovar ale vyhořel a jeho produkce ustala. Některé budovy pivovaru byly k vidění ještě před zahájením stavby Penny marketu.
Mezi nejvýznamnější podniky patřil zdejší výrobce umělého brusiva Carborundum-Electrite. Několik desítek metrů za sladovnou byly v roce 1892 na místě mlýna, strhnutého povodní, postaveny první dílny na výrobu karborunda. O benátecké brousky byl zájem, a tak se kapacity a podnik rozšiřovaly. Ke Karbu byl kromě bývalého cukrovaru připojen také Rekord Kolín. Ve své největší slávě továrna zaměstnávala cca 2700 lidí, což byli téměř všichni práceschopní obyvatelé Benátek. Kvůli rozšiřování výroby byla také v Benátkách ve druhé polovině 20. století vybudována řada činžovních domů na Náměstí 17. listopadu a nové panelové sídliště na místě Růžičkova statku a několika původních stavení, včetně staré zástavby Pražské ulice. Tento stavební zásah tak zcela změnil ráz města. Ale mnoho pracovníků z důvodů značné prašnosti, bez které výroba nebyla možná, zaplatilo těžkým zdravotními obtížemi, rakovinu plic, tuberkulózu nebo silikózu. Rovněž byla znečištěna půda na pozemcích závodu, v posledních letech ovšem probíhají úspěšné asanace kontaminované zeminy. Po roce 1989 však došlo k několika neúspěšným privatizacím podniku a také se nepodařilo nalézt odbyt pro výrobky, které byly dříve tak žádané. Posledním majitelem se ale stala rakouská firma Tyrolit, která se snaží zvýšit výrobu.
V letech 1869–1930 byla samostatnou obcí, v roce 1950 a od 1. ledna 1982 se stala součástí města Benátky nad Jizerou.

## Obyvatelstvo
| Rok            | 1869 | 1880  | 1890  | 1900  | 1910  | 1921  | 1930  | 1950  | 1961 | 1970  | 1980  | 1991  | 2001  | 2011  | 2021  |
| -------------- | ---- | ----- | ----- | ----- | ----- | ----- | ----- | ----- | ---- | ----- | ----- | ----- | ----- | ----- | ----- |
| Počet obyvatel | 877  | 1 152 | 1 084 | 1 136 | 1 325 | 1 489 | 1 595 | 1 673 | 0    | 3 317 | 4 150 | 3 884 | 3 809 | 4 018 | 3 875 |
| Počet domů     | 116  | 127   | 134   | 170   | 241   | 280   | 364   | 456   | 0    | 650   | 488   | 541   | 557   | 594   | 618   |

## Další fotografie

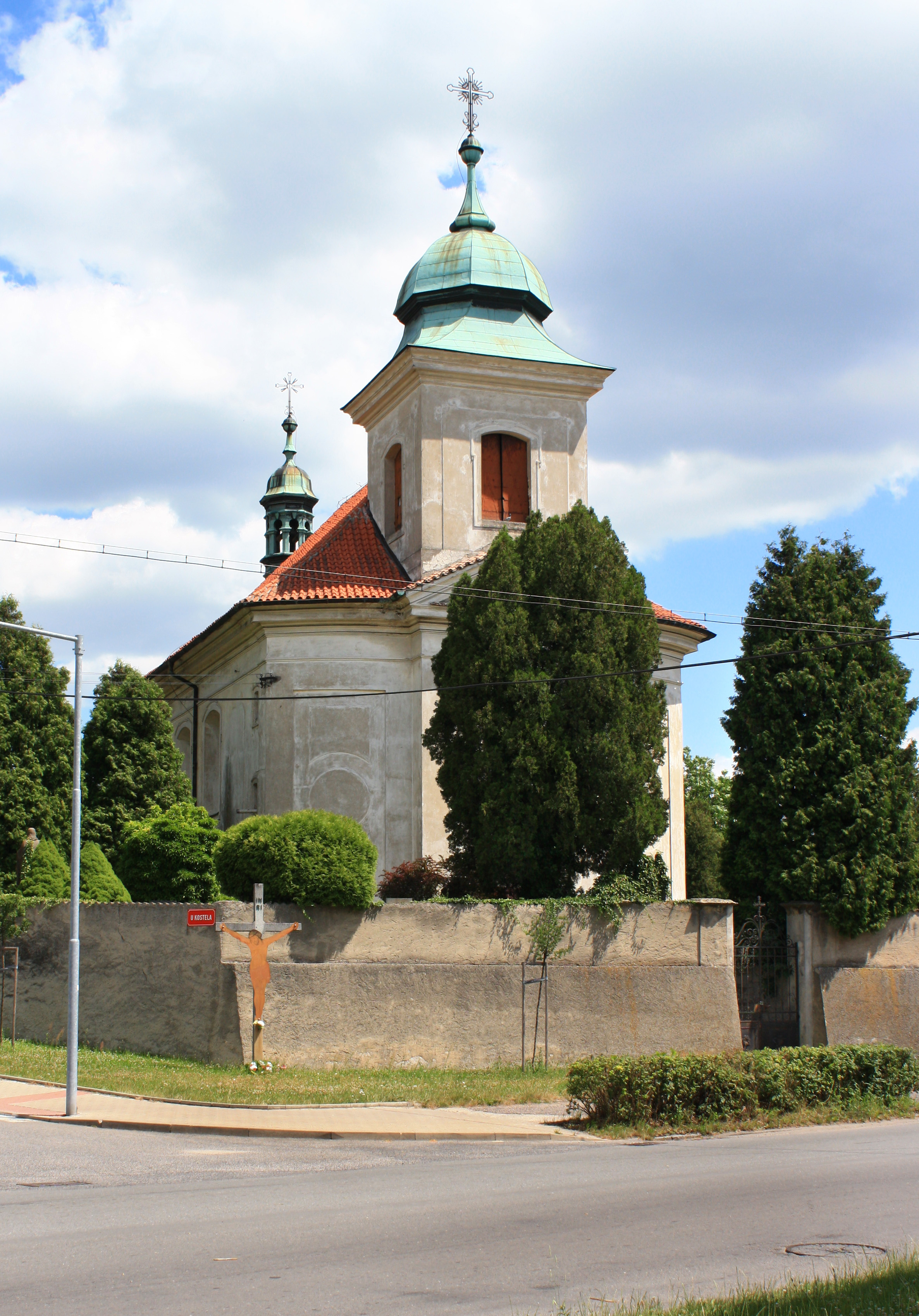
Kostel Nanebevzetí Panny Marie
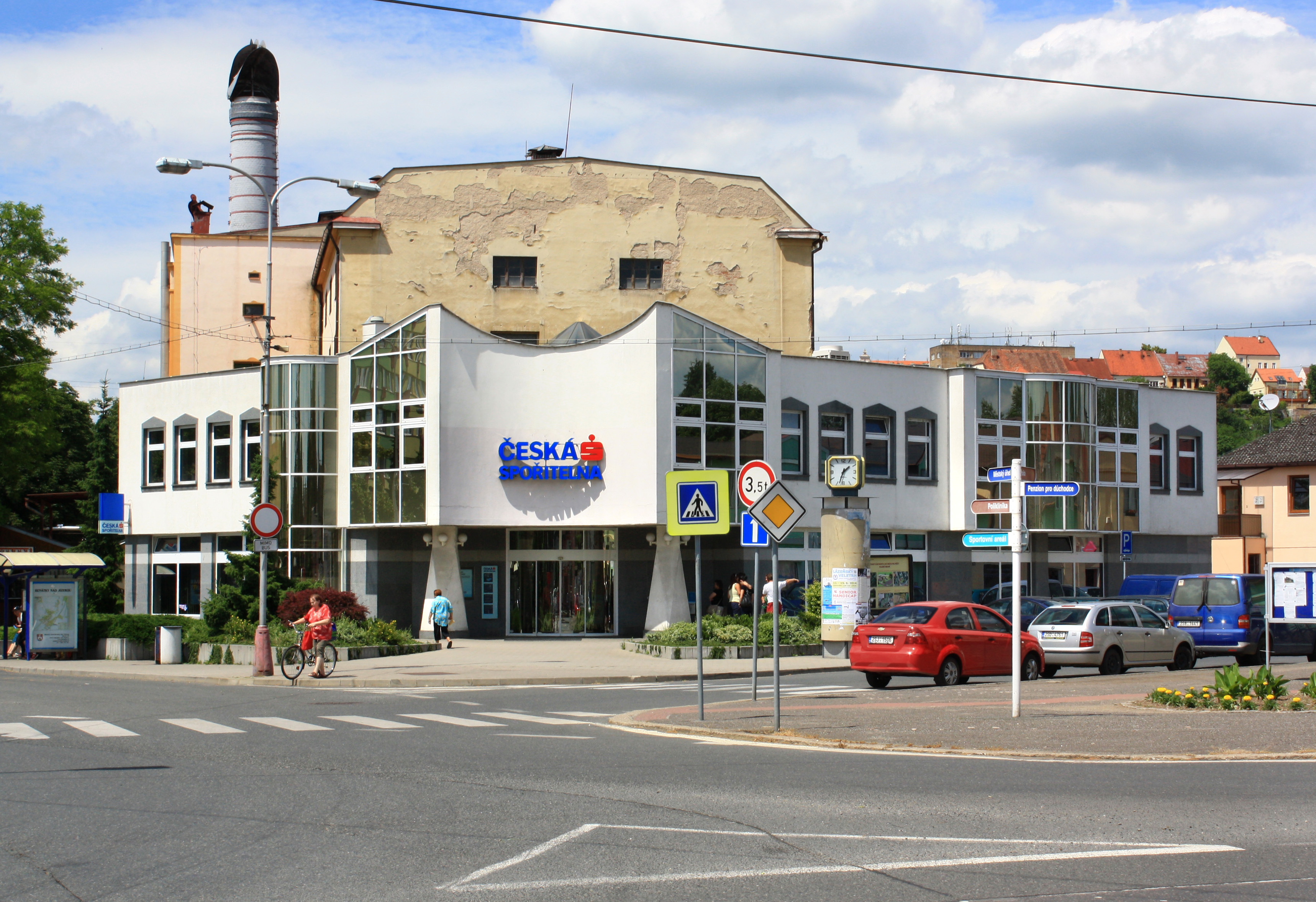
Budova České spořitelny a bývalý pivovar
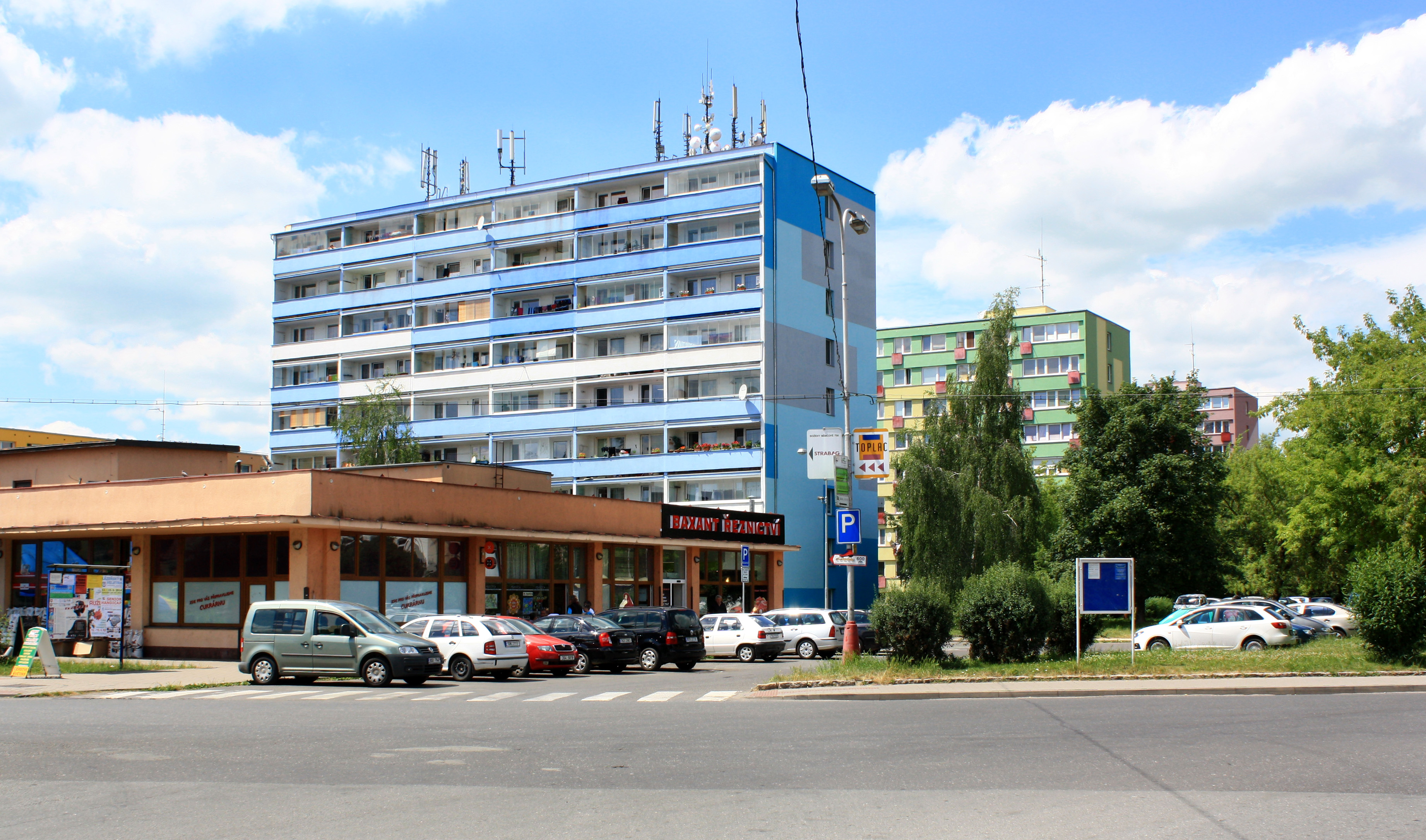
Sídliště
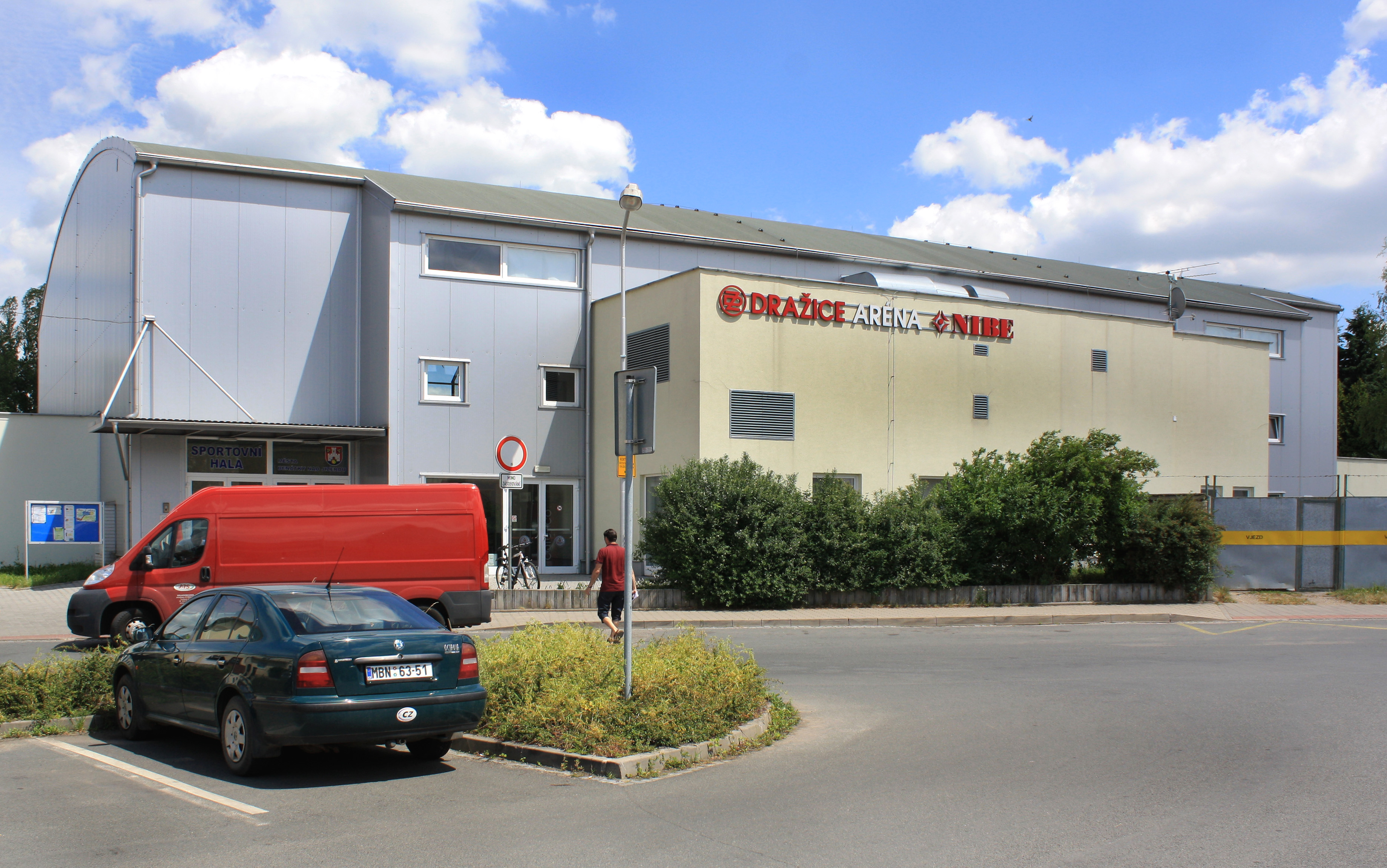
Sportovní hala